# Janina Komornicka
Janina Honorata Placyda Komornicka ps. „Janina Kosmowska” (ur. 11 października 1881 w Kaliszu, zm. 11 kwietnia 1947 w Warszawie) – polska pedagog, działaczka społeczna, oświatowa i feministyczna, podporucznik Brygady Syndykalistycznej podczas powstania warszawskiego.

## Życiorys
Córka Adama Komornickiego i Laury z Bartschów.
W 1884 roku wraz z rodzicami przeniosła się do Konina. W 1899 roku ukończyła gimnazjum w Warszawie. Od czasów gimnazjalnych angażowała się w działalność Związku Młodzieży Polskiej „Przyszłość” i Związku Młodzieży Polskiej „Zet”, była członkinią Związku Patriotycznego i Związku Polskiej Młodzieży Demokratycznej.
W 1902 roku wraz z m.in. Stefanią Esse założyła w Koninie dwuklasową pensję żeńską, w 1907 roku organizowały także Szkołę Handlową żeńską. Prowadziła także tajne nauczanie w zakresie języka polskiego i historii. 
Po wybuchu I wojny światowej jej szkoła zakończyła działalność, a ona sama podjęła pracę w gimnazjum męskim. W 1918 roku opuściła Konin. W latach 1919–1926 pracowała w Białymstoku jako nauczycielka w Państwowym Gimnazjum Żeńskim, a następnie jako referent ds. oświaty pozaszkolnej w Kuratorium Okręgu Szkolnego w Białymstoku, prowadziła także wykłady z historii i języka polskiego w ramach Uniwersytetu Powszechnego. Była współorganizatorką i przewodniczącą Związku Zawodowego Nauczycielstwa Polskich Szkół Średnich.
Od 1926 roku pracowała w Lublinie. Była członkiem Zarządu Głównego Związku Polskiego Nauczycielstwa Szkół Powszechnych w Lublinie, wizytatorem szkół w Kuratorium Okręgu Szkolnego w Lublinie, a następnie kierownikiem Wydziału Szkół Powszechnych tegoż kuratorium. W 1936 roku pełniła obowiązki naczelnika Wydziału Szkolnictwa w Urzędzie Miejskim w Lublinie. W 1927 roku była organizatorką i pierwszą kierowniczką Centralnej Biblioteki Pedagogicznej Kuratorium Okręgu Szkolnego Lubelskiego. Angażowała się także w działalność Powszechnego Uniwersytetu Regionalnego im. Stefana Żeromskiego w Lublinie oraz Polskiego Towarzystwa Krajoznawczego. Pełniła funkcję przewodniczącej Wojewódzkiego Oddziału Związku Pracy Obywatelskiej Kobiet, a od 1935 roku zasiadała w Zarządzie Głównym Stowarzyszenia „Samopomoc Społeczna Kobiet”. W latach 1929–1939 była radną Lublina wybieraną z list Bezpartyjnego Bloku Współpracy z Rządem.
Podczas II wojny światowej zaangażowała się w działalność Związku Syndykalistów Polskich, gdzie była członkiem Rady Naczelnej i Rady Programowej, brała także udział w tajnym nauczaniu i kolportażu podziemnej prasy. Podczas kolportażu uległa wypadkowi, w wyniku którego straciła nogę, inne źródła podają jednak informacje o utracie ręki. Mimo podeszłego wieku i niepełnosprawności brała udział w powstaniu warszawskim w składzie 104 Kompanii Syndykalistów, a następnie jako podporucznik Brygady Syndykalistycznej. Używała pseudonimu „Janina Kosmowska”.
Po upadku powstania trafiła do obozu przejściowego w Pruszkowie, a następnie do Tarnowa. Po zakończeniu II wojny światowej powróciła do Warszawy i ponownie podjęła pracę w szkolnictwie. Zmarła 11 kwietnia 1947 roku na nowotwór wątroby. Pochowana na Cmentarzu Wojskowym na Powązkach (kwatera A 27, rząd 2, grób 4).

## Odznaczenia
Odznaczona następującymi odznaczeniami:
- Krzyż Niepodległości
- Krzyż Kawalerski Orderu Odrodzenia Polski
- Krzyż Walecznych (za powstanie warszawskie)
- Warszawski Krzyż Powstańczy

## Upamiętnienie
W 2021 roku została patronką ronda u zbiegu ulic: Wyzwolenia, Zakole i 11 listopada w Koninie.